# Oligotrichida
Ordre
Les Oligotrichida sont un ordre de Ciliés de la classe des Oligotrichea.

## Liste des familles
Selon GBIF (26 septembre 2022) :
- Bilidiidae
- Calpionellidae
- Calpionellopsidae
- Codoenllidae
- Cyrtostrombidiidae
- Cyttarocyclididae
- Cyttarocylidae
- Dictyocystidae
- Metacyclididae
- Pelagostrombidiidae Agatha, 2004
- Strobilididae
- Strombilidiidae
- Tintinnidae
- Tintinnididae
- Tontoniidae Agatha, 2004

## Systématique
Le nom valide de ce taxon est Oligotrichida Bütschli, 1889.